# Straßen (Unterodenthal)
Straßen ist ein Wohnplatz in Unterodenthal in der Gemeinde Odenthal  im Rheinisch-Bergischen Kreis.

## Lage und Beschreibung
Straßen liegt an der Bergstraße zwischen Holz und Erberich. Es bildet mittlerweile mit Holz und weiteren Ortschaften einen geschlossenen Siedlungsraum, so dass es nicht mehr eigenständig wahrgenommen wird. Um Verwechslungen mit Straßen in Oberodenthal auszuschließen, wird es auf Karten und in Statistiken auch Straßen I in Unterodenthal genannt.

## Geschichte
Aus einer erhaltenen Steuerliste von 1586 geht hervor, dass die Ortschaften Teil der Honschaft Blecher im Kirchspiel Odenthal war. Carl Friedrich von Wiebeking benennt die Hofschaft auf seiner Charte des Herzogthums Berg 1789 als Straßen. Aus ihr geht hervor, dass Straßen zu dieser Zeit Teil von Unterodenthal in der Herrschaft Odenthal war.
Unter der französischen Verwaltung zwischen 1806 und 1813 wurde die Herrschaft aufgelöst und Straßen wurde politisch der Mairie Odenthal im Kanton Bensberg zugeordnet. 1816 wandelten die Preußen die Mairie zur Bürgermeisterei Odenthal im Kreis Mülheim am Rhein.
Der Ort ist auf der Topographischen Aufnahme der Rheinlande von 1824 und auf der Preußischen Uraufnahme von 1840 als Strassen verzeichnet. Ab der Preußischen Neuaufnahme von 1892 ist er auf Messtischblättern regelmäßig als Strassen oder Straßen verzeichnet.
| Jahr | Einwohner | Wohngebäude | Kategorie  | Politische / kirchliche Zugehörigkeit |
| ---- | --------- | ----------- | ---------- | ------------------------------------- |
| 1822 | 17        |             | Ackergüter |                                       |
| 1830 | 20        |             | Ackergut   |                                       |
| 1845 | 26        | 3           | Ackergüter |                                       |
| 1871 | 20        | 3           | Hofstelle  | genannt Strassen                      |
| 1885 | 14        | 2           | Ortschaft  |                                       |
| 1895 | 12        | 2           | Ortschaft  |                                       |
| 1905 | 11        | 2           | Ortschaft  | genannt Straßen in Unter Odenthal     |